# Júlio César Godinho Catole
Júlio César Godinho Catole, meglio noto come Julinho (San Paolo, 5 agosto 1986), è un ex calciatore brasiliano, di ruolo centrocampista.

## Carriera
Ha giocato nella prima divisione brasiliana ed in quella giapponese.

## Palmarès

### Club

#### Competizioni statali
- Campionato Catarinense: 1

Avaí: 2010